# یوسف امری
یوسف امری (انگلیسی: Yoseph Imry؛ زادهٔ ۲۳ فوریهٔ ۱۹۳۹) یک فیزیک‌دان اهل اسرائیل است.
وی همچنین برندهٔ جوایزی همچون جایزه اسرائیل شده است.